# Iglesia de la Natividad de Nuestra Señora (Quintana)
La iglesia de la Natividad de Nuestra Señora es un edificio situado en el concejo español de Quintana, en la provincia de Álava.

## Descripción
El edificio se encuentra en el concejo español de Quintana, del municipio de Bernedo, perteneciente a la provincia de Álava, en la comunidad autónoma del País Vasco. Se menciona como iglesia parroquial del lugar en el decimoquinto volumen del Diccionario geográfico-estadístico-histórico de España y sus posesiones de Ultramar de Pascual Madoz, donde aparece descrita con las siguientes palabras: «igl. parr., dedicada á la Natividad de Ntra. Sra., y servida por 2 beneficiados». En el tomo de la Geografía general del País Vasco-Navarro dedicado a Álava y escrito por Vicente Vera y López, se dice lo siguiente: «Su parroquia es de categoría rural de primera clase, perteneciente al arciprestazgo de Campezo y dedicada á Santa María; antes la servían dos beneficiados».